# Borek-Gostyńscy

Herb szlachecki Gryzima.

Gostyńscy, również Borek-Gostyńscy lub Bork-Gostyńscy herbu Gryzima – polska rodzina szlachecka wywodząca się z miasta Gostynia i zamieszkała przede wszystkim Wielkopolskę. Członkowie rodziny, głównie w XVI i XVII wieku, zasilali szeregi bogatej szlachty Środkowej Wielkopolski (w większości powiatów gostyńskiego, kościańskiego i nakielskiego) biorąc aktywny udział w pracach sejmikowych, piastując urzędy ziemskie oraz wchodząc w związki małżeńskie z przedstawicielami innych znanych i zasłużonych rodów wielkopolskich. 

## Członkowie rodziny (m.in.)
1. Jarosław z Gostynia - wojewoda poznański w 1343 roku[1];
2. Maciej Borek-Gostyński - dziedzic miasta Gostynia z przyległościami już przed 1489 rokiem; kasztelan śremski i poborca poznański w 1504 roku[2], mąż Katarzyny, córki Sędziwoja Czarnkowskiego, kasztelana przemęckiego;
3. Jan Borek-Gostyński (rodzony brat poprzedniego) - dziedzic dóbr ziemskich[3] razem z bratem; rycerz jerozolimski[4] w 1527 roku;
4. Mikołaj Borek-Gostyński (syn poprzedniego) - kasztelan santocki; od 1554 roku mąż Anny, córki Marcina Zborowskiego, wojewody kaliskiego; ojciec m.in. Zofii wydanej za Jana Herburta oraz Katarzyny za Janem Bnińskim;
5. Stanisław Borek-Gostyński[5] (wnuk poprzedniego) - kasztelan krzywiński; od 1591 roku mąż Jadwigi[6], córki Jana z Górki Roszkowskiego, kasztelana przemęckiego
6. Andrzej Borek-Gostyński (syn poprzedniego) - kasztelan kamieński; mąż Katarzyny, córki Kazimierza Radomickiego, kasztelana kaliskiego;
7. Franciszek Borek-Gostyński (syn poprzedniego) - kanonik poznański w 1650 roku;
8. Wawrzyniec Borek-Gostyński[7] (rodzony brat poprzedniego) - od 1664 roku mąż Anny, córki Krzysztofa Żegockiego, wojewody inowrocławskiego, biskupa chełmskiego.